# Lars Stocks

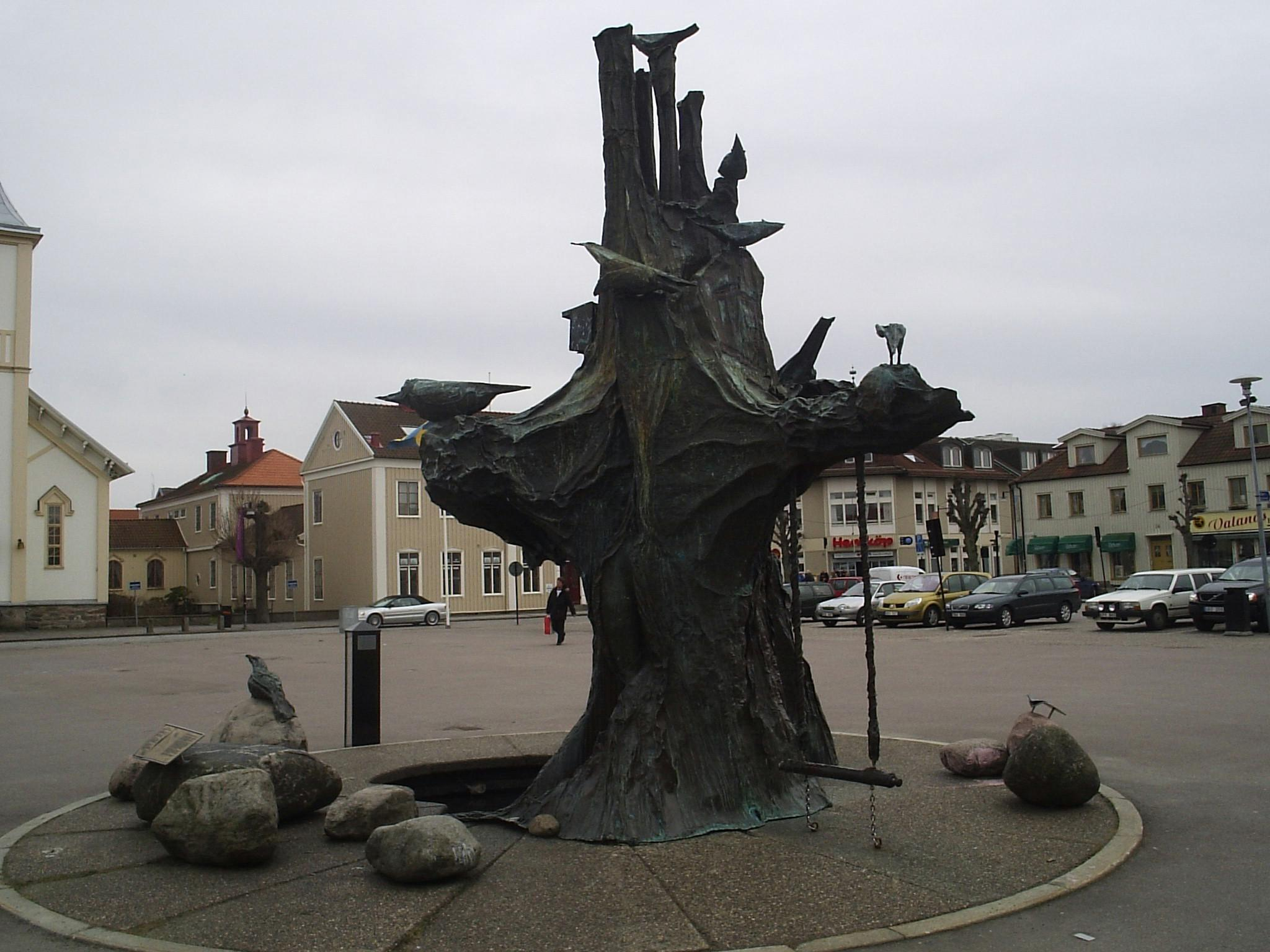
Stocks kopparskulptur Livets träd i Kungsbacka.

Lars Göran Charles Stocks, född 31 maj 1932 i Göteborgs Carl Johans församling, död 2 januari 2018 i Kullavik, var en svensk målare, skulptör och konsthantverkare.  
Han var son till vice konsuln Gustav Stocks och Karin Rafstedt och från 1952 gift med textilkonstnären Ingrid Moll-Stocks. Han studerade dekorativ konst och grafik vid Slöjdföreningens skola 1949–1951. Samtidigt bedrev han skulpturstudier vid sidan om skolan 1950 och keramikstudier 1952, batikstudier 1955 och textilvävnad 1955 samt genom självstudier under resor till bland annat Spanien, Portugal, Turkiet, England, Sicilien, Afrika och USA. Separat ställde han ut i Göteborg 1967, Örebro, Stockholm och i Paris under 1972–1980. Han medverkade i Göteborgs konstförenings Decemberutställningar på Göteborgs konsthall samt några gånger i Liljevalchs Stockholmssalonger. Han var bosatt i Kullavik och tilldelades Kungsbacka Kulturpris 1992. Hans bildkonst består av figurmotiv och landskapsmålningar i abstrakta kompositioner. Som skulptör och konsthantverkare arbetade han med cement, trä, tenn, zink och i olika blandtekniker. Stocks är representerad bland annat i Statens konstråd, på Örebro läns museum, Hallands konstmuseum och i flera landsting och kommuner.

## Offentliga verk i urval
- Bruden som försvann, 1986, Göteborgs botaniska trädgård
- Gunghästen, 1981, Elof Lindälvsgymnasiet, Kungsbacka[5]
- Livets träd, 1981, Kungsbacka torg[6]
- Vårdträdet, 1991, Dalheimers hus, Göteborg